# Monsters at Work
Monsters at Work er en amerikansk tv-serie, der er skabt af Bobs Gannaway for Disney Channel.